# Cameron Burgess
Cameron Robert Burgess, né le 21 octobre 1995 à Aberdeen, est un footballeur international australien qui évolue au poste de défenseur à Swansea City.

## Biographie

### En club
En juin, il est prêté à Ross County.
Le 26 janvier 2016, il rejoint Cheltenham Town.
Le 15 août 2021, il rejoint Ipswich Town.

### En sélection nationale
Luongo fait ses débuts en équipe nationale d'Australie le 9 septembre 2023 contre le Mexique.

## Palmarès

### En club
- Ipswich Town 
  - Football League One (D3)
    - Vice-champion en 2022-23

  - Championship (D2)
    - Vice-champion en 2023-24

- Cheltenham Town 
  - National League (D5)
    - Champion en 2016

- Salford City
  - EFL Trophy 
    - Vainqueur en 2020